# Eugenio Bauer
Eugenio Bauer Jouanne (20 de mayo de 1947) es un dibujante técnico y político chileno, militante de la Unión Demócrata Independiente (UDI). Desde marzo de 2014 se desempeña como Consejero Regional de O'Higgins por Cachapoal 2 (luego de ser reelecto en 2013, para el periodo 2018-2022).
Se desempeñó como diputado de la República en representación del antiguo distrito n° 33, en la Región de O'Higgins durante tres periodos consecutivos, desde 2002 hasta 2014.

## Biografía

### Familia y estudios
Nació el 20 de mayo de 1947. Realizó sus estudios secundarios en el Colegio del Verbo Divino en Santiago. Sus estudios superiores los realizó en dibujo técnico, obteniendo el título de dibujante técnico profesional en la Universidad de Basilea (Allgemeidegebrbeshule Basel), Suiza.
Está casado, con Isabel Labra, con quien es padre de cuatro hijos: Josefina, Francisca, Tomás y José Eugenio.

### Vida laboral
Durante la década de 1990 fue gerente general de la marca Super Pollo perteneciente a la empresa Agrosuper. Su presencia se notaba cuando asistia en aquellos años a entregar la donación para las campañas de la Teletón.[cita requerida]
Ha sido director de la Fundación Gaudí. Así como también, director y presidente del Hogar de Cristo y director y tesorero de la Corporación de Rodeo de Rancagua. También, ha sido miembro del Consejo Consultivo de la Universidad Federico Santa María de la región de O'Higgins.

## Trayectoria política

### Diputado
En las elecciones parlamentarias de 2001, fue elegido como diputado por el distrito n° 33, correspondiente a las comunas de Graneros, Mostazal, Codegua, Machalí, Olivar, Requínoa, Rengo, Malloa, Quinta de Tilcoco, Coltauco, Coinco, Doñihue, en la VI Región del Libertador General Bernardo O'Higgins (antiguo departamento de Caupolicán); por el periodo legislativo 2002-2006. Integró las comisiones permanentes de Educación, Cultura, Deportes y Recreación; de Defensa Nacional; y de Recursos Naturales, Bienes Nacionales y Medio Ambiente.
En las elecciones parlamentarias de 2005, obtuvo su reelección por la misma colectividad e igual distrito, por el periodo legislativo 2006-2010. Durante su gestión, integró las comisiones permanentes de Defensa Nacional; Educación, Cultura, Deportes y Recreación; Gobierno Interior, Regionalización, Planificación y Desarrollo Social; y Recursos Naturales, Bienes Nacionales y Medio Ambiente. Además de las comisiones especiales para el Control del Sistema de Inteligencia del Estado; la de Turismo y la Investigadora sobre Platas Públicas entregadas al Cordap (Corporación de Desarrollo de Arica y Parinacota). Fue además, miembro del grupo interparlamentario chileno-suizo, chileno-argentino, chileno-ucraniano y chileno-colombiano. En misión al extranjero, participó en el Foro Parlamentario Iberoamericano desarrollado en Uruguay.
En las elecciones parlamentarias de 2009, obtuvo su tercera reelección por el mismo eistrito, por el periodo legislativo 2010-2014. En esa ocasión fue ntegrante de las comisiones permanentes de Superación de Pobreza, Planificación y Desarrollo Social; de Defensa Nacional; y de Derechos Humanos. Junto con las comisiones especiales de Turismo. Asimismo, fue presidente del Comité parlamentario de la UDI y del grupo interparlamentario chileno-suizo.
En enero de 2013 se anunció su retiro de la carrera parlamentaria, dejando como candidato de la UDI al exintendente de O'Higgins, Patricio Rey Sommer.

### Consejero regional
Participó en las primeras elecciones de consejeros regionales (CORE) de 2013, en la circunscripción electoral de Cachapoal 2, que agrupa a todas las comunas de la provincia de Cachapoal, excepto a Rancagua, siendo elegido para el periodo 2014-2018 con la primera mayoría superando en estrecha competencia la exalcaldesa de San Vicente de Tagua-Tagua Virginia Troncoso. Luego en las elecciones de consejeros regionales de 2017, fue reelegido para el periodo 2018-2022.
En agosto de 2020 fue elegido por sus pares consejeros como presidente del Consejo Regional de O’Higgins para el período 2020-2022.

## Historial electoral

### Elecciones parlamentarias de 2001
- Elecciones parlamentarias de 2001, candidato a diputado por el distrito 33 (Codegua, Coinco, Coltauco, Doñihue, Graneros, Machalí, Malloa, Mostazal, Olivar, Quinta de Tilcoco, Rengo y Requinoa)[3]

### Elecciones parlamentarias de 2005
- Elecciones parlamentarias de 2005, candidato a diputado por el distrito 33 (Codegua, Coinco, Coltauco, Doñihue, Graneros, Machalí, Malloa, Mostazal, Olivar, Quinta de Tilcoco, Rengo y Requinoa)[4]

### Elecciones parlamentarias de 2009
- Elecciones parlamentarias de 2009, candidato a diputado por el distrito 33 (Codegua, Coinco, Coltauco, Doñihue, Graneros, Machalí, Malloa, Mostazal, Olivar, Quinta de Tilcoco, Rengo y Requinoa)[5]

### Elecciones de consejeros regionales de 2013
- Elecciones de Consejeros Regionales de 2013, candidato a CORE para la Circunscripción Provincial de Cachapoal II[6]

### Elecciones de consejeros regionales de 2021
- Elecciones de consejero regional,por la circunscripción Cachapoal II (Codegua, Coinco, Coltauco, Doñihue, Graneros, Las Cabras, Machalí, Malloa, Mostazal, Olivar, Peumo, Pichidegua, Quinta de Tilcoco, Rengo, Requínoa, San Vicente)[7][8]